# 99Vidas
99Vidas (tiếng Bồ Đào Nha: "99 Sinh Mạng") là một game beat 'em up cuộn cảnh màn hình ngang theo phong cách retro được phát triển và phát hành bởi studio QuByte Interactivecủa Brasil. Trò chơi được phát hành lần đầu tiên cho Microsoft Windows, macOS và Linux vào cuối năm 2016, tiếp theo là PlayStation 3, PlayStation 4 và PlayStation Vita vào năm 2017. Một phiên bản Nintendo Switch được phát hành vào tháng 11 năm 2018.

## Lối chơi
99Vidas thuộc thể loại beat 'em up cuộn cảnh màn hình ngang ban đầu bao gồm sáu nhân vật có thể chơi được. Thêm năm lần mở khóa qua nhiều màn chơi nối mạng, nâng tổng số nhân vật lên 11. Game có các mục chơi hợp tác và cạnh tranh, cho tối đa bốn người chơi, có thể chơi cục bộ hoặc trực tuyến.
Mỗi nhân vật có các thuộc tính duy nhất như tốc độ và sức mạnh, cũng như sự liên kết nguyên tố (lửa, nước, gió, sét, và số khác), điều này quyết định chất lượng của các đòn tấn công, combo và chiêu thức đặc biệt của họ. Nhân vật có được điểm kinh nghiệm bằng cách đánh bại kẻ thù và thu thập các vật phẩm đặc biệt mà người chơi có thể sử dụng để nâng cấp khả năng và combo của mình hoặc để mở khóa những thứ mới.
Phần chơi chiến dịch và chế độ sinh tồn có thể được chơi một mình hoặc tối đa bốn người chơi hợp tác. Trong phần chơi chiến dịch, người chơi cùng nhau tìm hiểu câu chuyện, trong khi sống sót, họ phải đối mặt với những đợt tiến công không ngừng nghỉ từ quân địch, với số lượng sinh mạng hạn chế và khó khăn ngày càng tăng, mục tiêu đạt được điểm số cao, được đưa lên bảng xếp hạng kiểu arcade. Trong phần chơi giao đấu, hai đến bốn người chơi có thể chơi các trận đấu cạnh tranh trực tiếp, trong đó người nào trụ vững đến phút cuối cùng sẽ thắng.

## Cốt truyện
99Vidas lấy bối cảnh là một vũ trụ hư cấu kiểu lỗi thời lấy cảm hứng từ văn hóa pop và thẩm mỹ trò chơi điện tử trong thập niên 1980 và 1990. Câu chuyện bắt đầu khi một cổ vật được gọi là 99Vidas bị mất tích. Cổ vật này được cho là nắm giữ nguồn sức mạnh to lớn như vậy, nó là mối đe dọa cho chính sự tồn tại của vũ trụ nếu rơi vào tay kẻ xấu. Người chơi hóa thân thành những "hộ vệ" của 99Vidas, những anh hùng có sức mạnh nguyên tố có nhiệm vụ bảo vệ cổ vật này.

## Phát triển
Quá trình phát triển trò chơi bắt đầu vào đầu năm 2015 dưới dạng một dự án chung của studio game QuByte Interactive và podcast 99Vidas, trùng tên với game. Nhà sản xuất Marivaldo Cabral nói với IGN Brasil rằng ý tưởng là tạo ra một trò chơi beat 'em up kết hợp cơ chế cổ điển và tính thẩm mỹ của thể loại này với các yếu tố lối chơi hiện đại hơn. Những ảnh hưởng và nguồn cảm hứng được nêu rõ bao gồm các tựa game cuối thập niên 1980 và 1990 như Double Dragon, Final Fight, Golden Axe và Streets of Rage.
Một bản demo được phát triển, sử dụng Unity gồm các họa tiết được vẽ bằng tay và các mẫu âm thanh để mô phỏng giao diện 16 bit. Sau khi phát hành miễn phí, một chiến dịch đã được thiết lập trên trang web gọi vốn cộng đồng ở Brasil Catarse vào tháng 7 năm 2015. Trò chơi đã thu được 127 nghìn rea Brasil trong hai tháng sau đó, vượt qua mục tiêu ban đầu là 80.000 rea để phát triển trên PC. Điều này cho phép phát triển các bản port console cho PlayStation 4, PlayStation 3, PlayStation Vita và Xbox One.
Trò chơi đã được chấp thuận trên Steam Greenlight vào tháng 9 năm 2015 và sau đó được phát hành trên thị trường kỹ thuật số Steam vào ngày 22 tháng 12 năm 2016. Ngày 18 tháng 7 năm 2017, 99Vidas được phát hành cho PlayStation 4, PlayStation 3 và PlayStation Vita. Một bản port Nintendo Switch được phát hành vào ngày 27 tháng 11 năm 2018.

## DLC
Tựa game 99Vidas của Brasil vừa nhận được một DLC mang tên "The Last Battle". Nó bổ sung thêm màn chơi mới, kẻ thù mới và nhiều hơn nữa. Trong trường hợp này, cụ thể DLC này có 2 phần mới, 3 kẻ thù mới và 15 bộ lọc hình ảnh. Nội dung có sẵn cho cả chế độ chơi đơn và nhiều người chơi, cả cục bộ và trực tuyến, cho đến bây giờ chỉ dành cho PlayStation 4.